# Within My Heart
Within My Heart är Dead by Aprils sjätte singel, och den första ifrån deras andra studioalbum. Singeln innehåller tre stycken låtar. "Within My Heart", "Two Faced" och "Unhateable". "Within My Heart" teasern släpptes så tidigt som hösten innan, medan "Two Faced" är en ny låt. "Unhateable" är en nyinspelning på ett tre år gammalt demo från 2008. Singeln släpptes digitalt den 16 maj 2011.
Digital singel
| Nr | Titel           | Kompositör                   | Längd |
| -- | --------------- | ---------------------------- | ----- |
| 1. | Within My Heart | Pontus Hjelm/Jimmie Strimell | 3:24  |
| 2. | Two Faced       | Pontus Hjelm/Jimmie Strimell | 3:04  |
| 3. | Unhateable      | Pontus Hjelm/Jimmie Strimell | 3:00  |

## Banduppsättning
Dead By April
- Jimmie Strimell - Sång
- Zandro Santiago - Sång
- Marcus Wesslén - Elbas
- Alexander Svenningson - Trummor

Extra musiker
- Pontus Hjelm - Gitarr, keyboard